# Hjelmet hornfugl
Hjelmet hornfugl (latin: Ceratogymna atrata) er en næsehornsfugl, der lever i Afrika.